# 弱人工智慧
弱人工智慧（英語：Weak artificial intelligence，簡稱Weak AI）或稱狹義人工智慧（Narrow AI）、應用型人工智慧（Applied AI），是實現部份思維的人工智慧，且僅專注於某項特定任務。用约翰·瑟尔的話來說，它「對於測試關於思想的假設很有用，但實際上並非思想」。弱人工智慧專注於模仿人類如何執行基本動作，例如記憶或感知事物、解決簡單問題。比如：AlphaGo是一種圍棋軟體，只能專注於下围棋。